# Mercedes de Vega
Mercedes de Vega es una escritora española, nacida en Madrid, 24 de junio de 1960. Reside en Montreal, Canadá. Autora de las novelas Bajo la luz del eclipse, Espasa Calpe Grupo Planeta 2024. El largo sueño de Laura Cohen, Plaza & Janés, 2020. Todas las familias felices, Plaza & Janés, 2018, que junto a su anterior obra Cuando estábamos vivos, Plaza & Janés, 2015, conforman una saga familiar entre la novela histórica y el thriller literario.

## Biografía
Mercedes de Vega es licenciada en Sociología y Ciencias políticas por la UNED. Es experta en Gemología por la Universidad de Oviedo. Ha vivido en Madrid, Barcelona y Estados Unidos. Trabajó en Nueva York, en el banco de inversiones Merrill Lynch. Ha cursado estudios literarios en la Universidad Complutense de Madrid y participado en numerosos talleres de escritura creativa. Ha sido traducida al italiano, polaco y búlgaro. Ha colaborado en revistas literarias como Los Papeles de Iria Flavia de la Fundación Camilo José Cela y Resonancias Literarias. Galardonada por dos años consecutivos, 2013 y 2014, en los Premios del Tren "Antonio Machado" de la Fundación de los Ferrocarriles Españoles y la Fundación Antonio Machado, publicado por la FFE.  Miembro del jurado del Premio Nacional de Literatura, modalidad de Narrativa 2018 que otorga el Ministerio de Cultura de España. Es miembro de la Junta Directiva y Vocal de Cultura de ACE, Asociación Colegial de Escritores de España. Su obra como narradora breve aparece referenciada en El Cuento Español del siglo XXI, en la Universidad de Zúrich.Publica en la revista literaria Zenda.

## Obra

### Novelas
- Bajo la luz del eclipse, Editorial Espasa, 2024.
- Una historia desconocida, Marie Jelen, Huso editores, 2021.
- El largo sueño de Laura Cohen, Plaza & Janés, 2020.
- Todas las familias felices,[2] Plaza & Janés, 2018.
- Cuando estábamos vivos, Plaza & Janés, 2015.
- El profesor de inglés, Huerga y Fierro Editores, 2013.

### Relatos
- Lo que no puedo ver, Penguin Random House, 2018.
- Cuentos del Sismógrafo, Ediciones Atlantis, 2010. Antología de cuentos.

## Obras colectivas
- Mentiras, Alexandro Polidoro Editore, 2018.
- El cielo en tus manos, Ediciones Atlantis, 2016.
- Eternamente la ciudad eterna y Un centauro, Fundación de los Ferrocarriles Españoles, 2014.
- Madrid-Casablanca-Barcelona y Creo, Fundación de los Ferrocarriles Españoles, 2013.
- Madrid golpea la corrupción, Ediciones Atlantis, 2013.
- Hombres como gatos, Resonancias literarias, 2013.
- Madrid golpea la crisis, Ediciones Atlantis, 2012.
- Se fue sin decir adiós, Resonancias Literarias, 2011.
- El hilo de Sofía, Ediciones Atlantis, 2011. Obra traducida y editada al búlgaro por la Universidad de Sofía, Bulgaria.

## No ficción
- Miguel Delibes, sociólogo accidental, Iria Flavia, 2010.
- Chejov: el cuento y el valor de la brevedad, Resonancias Literarias, 2010.
- Juan Carlos Onetti y William Faulkner: un Santuario para El astillero, Resonancias Literarias, 2010.
- Marguerite Duras y la biografía como escritura, Resonancias Literarias, 2011.
- Albert Camus y la literatura como filosofía, Resonancias Literarias, 2011.

## Premios
Accésit Premios del Tren Antonio Machado 2013, por su cuento La última vez que vi a mi hermano.
Accésit Premios del Tren Antonio Machado 2014, por su cuento Los tipos duros sí bailan.